# Teras (Carenang)
Teras is een bestuurslaag in het regentschap Serang van de provincie Banten, Indonesië. Teras telt 5429 inwoners (volkstelling 2010).